# Zeltgarten (Breslau)
Der Zeltgarten (auch Apollotheater, später Kinotheater Varieté) war um 1900 ein bekanntes Varietétheater, „eines der prächtigsten Etablissements von Breslau“.

## Geschichte

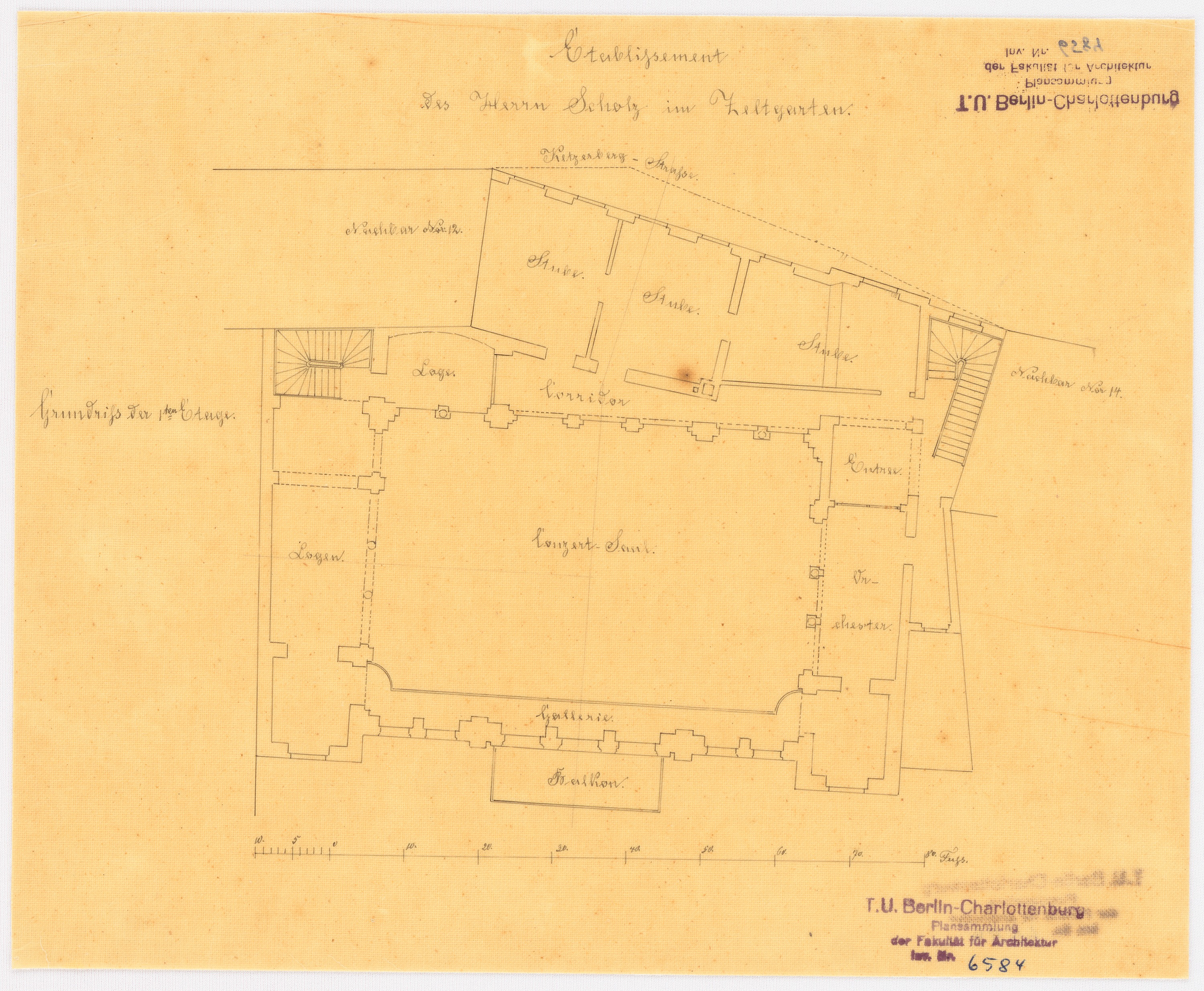
Plan des Zeltgartens, 1847

Zu Beginn des 19. Jahrhunderts wandelte sich in Breslau das Stadtbild. Es entstanden Promenaden, die sich im Laufe der Zeit durch zunehmend aufwertende Gestaltung zu bedeutenden Repräsentations- und Erholungsbereichen entwickelten. Im hinteren Teil angrenzender Grundstücke entstand eine Reihe von Theatern mit Blick auf die eigenen Gärten, die sich zur Promenade hin öffneten. Eines von ihnen war der Zeltgarten, entsprechend der Lage teilweise auch „Promenaden-Theater“ genannt.
Die Bezeichnungen sind nicht immer eindeutig, da sowohl das Theatergebäude als auch der Konzertgarten oder beide Einrichtungen gemeint sind.
Pläne des Architekten Lüdecke von 1847 zeigen den Entwurf des ursprünglichen Souterrains und des ersten Stockwerks. 1871 wurde das Theater unter Mitwirkung der Architekten Friedrich Barchewitz, Walter Kyllmann und Adolf Heyden erweitert.
Das zweigeschossige Theater hatte eine Saalkapazität von etwa 900 Personen, verfügte außerdem über Restaurants und eine Gartenanlage mit Musikpavillon.
Besitzer war für lange Zeit Carl Scholtz, Betreiber der Schultheiss-Brauerei Pfeifferhof.
Das Varieté und auch das Gebäude existieren heute nicht mehr. Nach der Zerstörung im Krieg entstand später hier die Shopping-Galerie Dominikańska.

## Das Theaterprogramm

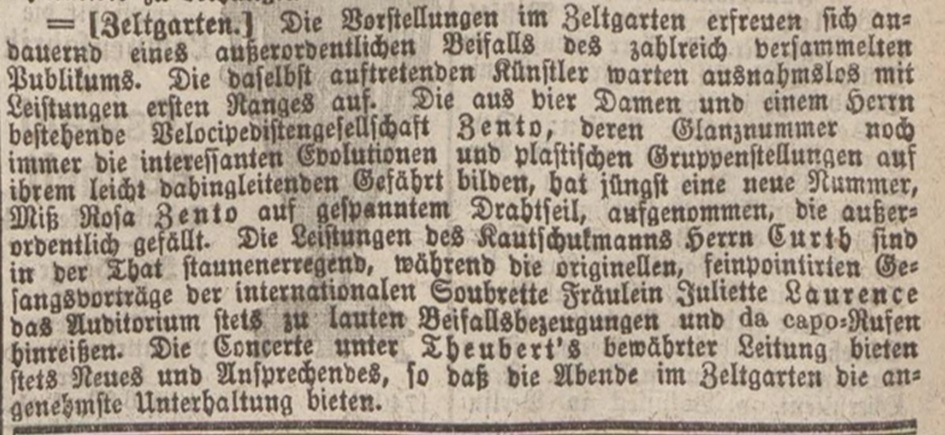
Breslauer Zeitung am 30. November 1880 über eine Veranstaltung im Zeltgarten

Neben den internationalen, typischen Varietédarbietungen wie Jonglage, Seilartistik, Equilibristik, Tierdressur, Komik, Verwandlungskunst u. a. gab es im Zeltgarten Sportveranstaltungen, oft Boxkämpfe und Schwerathletik. Zum Publikum zählte meist ein „junges vergnügungssüchtiges Publikum, oft aus akademischen oder studentischen Kreisen, sowie Schriftsteller und Künstler“.
Zum Programm gehörten auch zahlreiche musikalische Beiträge, sowohl innerhalb von Varietéaufführungen als auch bei eigenständigen Konzerten. Auch „Lustspiele und Possen“ gehörten zum Theaterangebot.
1904 fand im Zeltgarten ein Screening des Stummfilms Der große Eisenbahnraub statt.

## Der Zeltgarten in der Literatur
Der Name des Breslauer Theaters ist bis in die Gegenwart in einer Reihe von Literaturveröffentlichungen zu finden, darunter damalige Reiseführer von Baedecker, Bradshaw und anderen, Branchenfachbücher und mehrere Romane von Ralph Giordano.
Der Dichter Oskar Kanehl schrieb ein Sport-Gedicht mit dem Titel Im Zeltgarten, das die Stimmung bei einem Ringkampf im Zeltgarten beschreibt und im Oktober 1913 in der literarisch-politischen Wochenzeitschrift Die Aktion veröffentlicht wurde.

## Trivia
- 1884 gab es einen besonders spektakulären Programmpunkt im Zeltgarten. Nicht allein die Tatsache, dass es sich um den dressierten Elefanten „Sheriff“ handelte, beschäftigte die Presse. Die auslösende Rolle spielte die Säumigkeit seines „Herrchens“. Der Artist schuldete einem anderen Varieté eine Konventionalstrafe, was den Einsatz eines Gerichtsvollziehers zur Folge hatte. Dieser durchschritt in offizieller Uniform den Saal des Zeltgartens, erregte damit beim Publikum großes Aufsehen, wurde dann hinter der Bühne zum Stall geleitet, wo der „mächtige, dressierte, aber deshalb nicht ungefährliche Vierfüßler“ weilte. Es galt, diesen Elefanten im Wert von 20.000 Mark zu pfänden. „Unter dumpfen Trompetenstößen“ näherte sich der Elefant dem Gerichtsvollzieher, hob seinen Rüssel „drohend zum Schlage“. Ein Wächter schützte den Mann, so dass dieser die Pfändungsmarke an der Stalltür anbringen konnte. Der Elefant riss diese wieder ab und vernichtete sie, was aber nichts an der Rechtsgültigkeit der Pfändung änderte. Der Bitte des völlig unschuldigen Zeltgarten-Besitzers, den Elefanten trotzdem bis zum Ende des Engagements auftreten zu lassen, wurde nachgekommen.[24]
- An jedem 15. Monatstag spielte im Zeltgarten das Orchester den Walzer „Songe d'Automne“ von Archibald Joyce – genau wie das Orchester auf der „Titanic“ kurz vor dem Untergang. Es wird heute vermutet, dass dies auf Wunsch von Ortsbewohnern geschah, Angehörigen von Opfern der Katastrophe.[8]

## Umbau zum Kino
In späteren Jahren wurde das Varieté-Theater zum Kino umgebaut. Die Eröffnung 1923 war ein gesellschaftliches Ereignis in Gegenwart zahlreicher Prominenz. Die „Lichtspielbühne“ besaß ausgedehnte Vorräume, Wandelhallen und zwei Foyers. Sie galt als das „größte und modernste Theater im deutschen Osten“.